# Mastoplastica

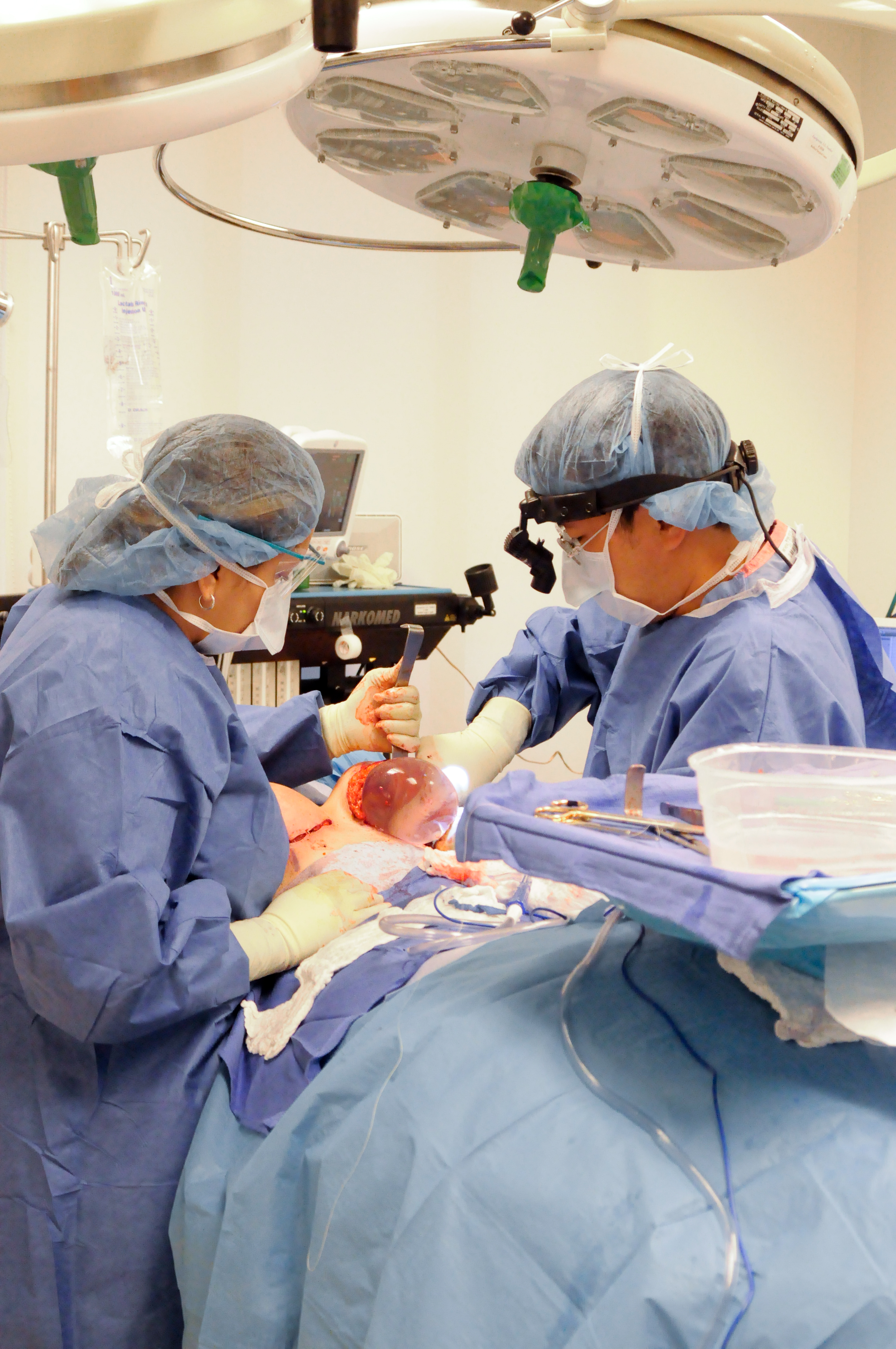
Mastoplastica additiva

La mastoplastica è un intervento chirurgico effettuato sul seno per vari motivi: da quelli puramente estetici a quelli di ragione sanitaria, dove si ha un'elaborazione della mammella.

## Tipologia

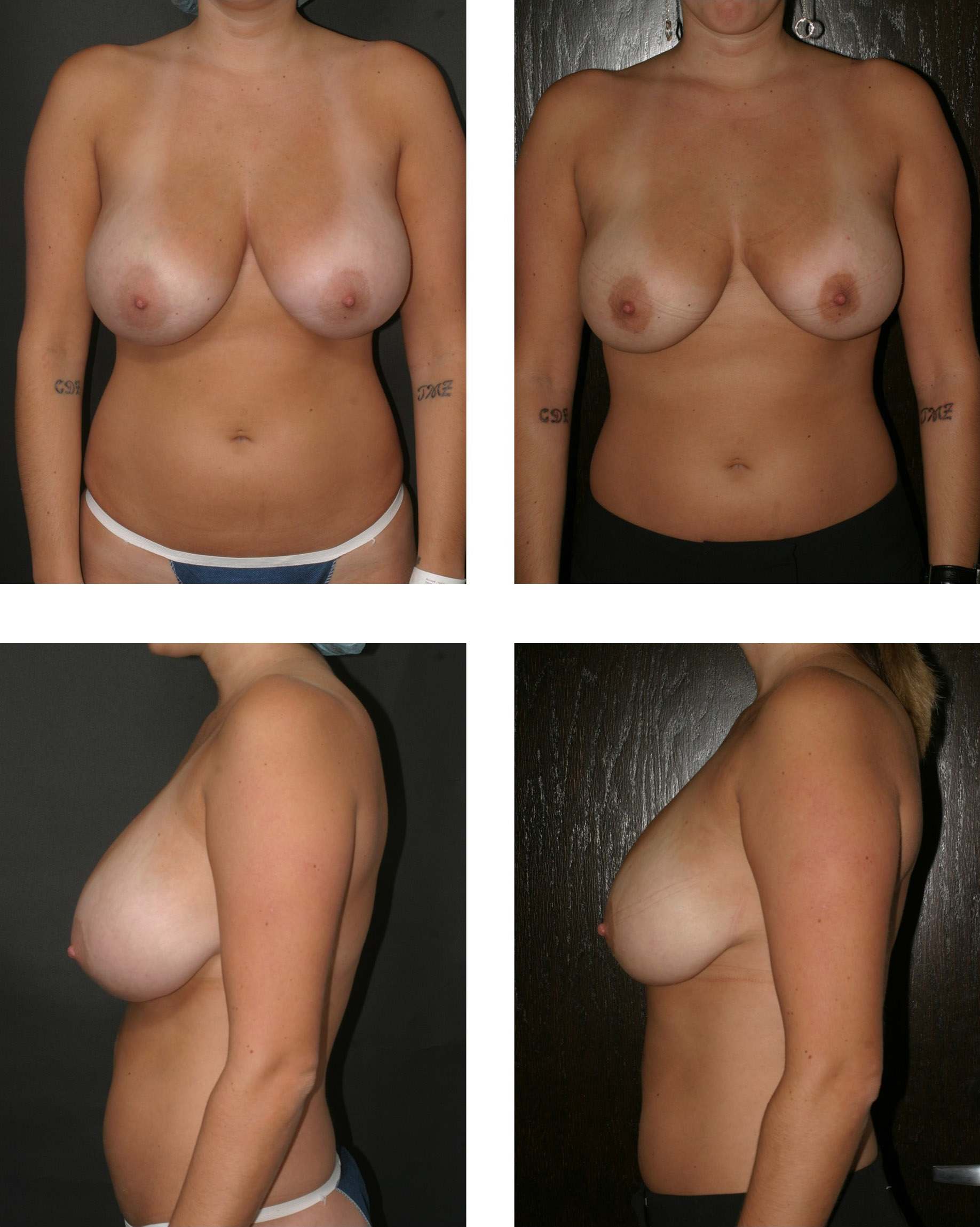
Mastoplastica riduttiva

Questo intervento può essere di tipo:
- mastoplastica additiva, consiste nell'inserimento di protesi mammarie molli costituite da un involucro di silicone e riempite con gel di silicone, in certi casi è possibile utilizzare protesi riempite con Idrogel, soluzione salina (acqua salata) o altri materiali. Oltre alle protesi di forma semisferica, usate in interventi additivi, esistono le nuove protesi "anatomiche" di forma di un terzo di uovo.
- mastoplastica riduttiva, l'obiettivo è quello di ridurre il volume eccessivo del seno che può implicare complicanze alla colonna vertebrale a causa del peso eccessivo. Le cicatrici avranno normalmente la forma di "T" rovesciata oppure, nei casi di riduzioni limitate si può intervenire intorno all'areola mammaria (cicatrice periareolare). In generale la cicatrice è tanto più visibile quanto è maggiore l'entità della riduzione.
- mastopessia, eseguita nel caso in cui il seno sia del volume desiderato ma risulta cadente o troppo rilassato (situazione chiamata tecnicamente ptosi). Se il seno appare cadente e anche svuotato si può associare all'intervento anche una mastoplastica additiva.

## Tipo d'incisione
A seconda della protesi scelta e delle diverse esigenze della paziente l'intervento può essere eseguito praticando quattro tipi di incisioni che possono essere praticate in tre sedi diverse:
- nel solco sottomammario
- intorno all'areola mammaria (di conseguenza la ghiandola mammaria verrà incisa poiché è necessario passare sotto di essa)
- sotto l'ascella (attraverso questa via è preferibile inserire protesi tonde)
- per via transombelicale (grazie ad un tubo che viene inserito nell'ombelico la protesi viene inserita e gonfiata)

## Tempi operativi
Tutte queste operazioni si svolgono in anestesia generale e richiedono la permanenza della paziente in clinica o ospedale per un periodo di 2-3 giorni nonché la limitazione dell'attività fisica per circa 4-6 settimane.